# Guillermo II de Atenas
Guillermo II de Atenas (1312- Palermo, 12 de mayo de 1338) fue el tercer hijo de Federico II de Sicilia y Leonor de Anjou. Heredó el Ducado de Atenas y Neopatria el 9 de noviembre de 1317, después de la muerte de su hermano mayor Manfredo de Atenas.

## Biografía
Durante su niñez, sus posesiones griegas fueron gobernadas por su hermano mayor ilegítimo, Alfonso Fadrique. En 1330, Alfonso volvió de Grecia y Guillermo le cedió los condados de Malta y Gozo.
En 1337, Guillermo enviado por su padre para tomar posesión del Principado de Tarento, el condado de Calatafimi, la honor de Monte Sant'Angelo, y de varios castillos y tierras en Noto, Spaccaforno, Cabo Passero, y Avola.
A su muerte Guillermo dejó su biblioteca a los dominicos de Palermo y fue enterrado allí en la catedral.

## Matrimonio
En 1335, Guillermo se casó con María Álvarez de Jérica, hija de Jaime I de Jérica y de Elfa de Azagra, hija de Roger de Lauria, sin la dispensación papal.
Con una amante desconocida tuvo a Esteban, que murió antes del 1352.